# Francesco Coppola (pedagogista)
Francesco di Paola Vincenzo Coppola dei baroni d'Altomonte (Altomonte, 6 giugno 1858 – Spezzano Albanese, 7 maggio 1926) è stato un pedagogista e scrittore italiano.

## Biografia
Nacque da Maria Carmela Riccio e da Vincenzo Gerardo dei baroni Coppola d'Altomonte: suoi zii erano il senatore e ministro garibaldino Giacomo Coppola, il vescovo di San Marco Argentano Reginaldo Coppola, e l'onorevole Ferdinando Balsano. Tuttavia, Francesco Coppola ruppe presto con l'ambiente familiare: dai suoi tre matrimoni lasciò undici figli tra cui il primogenito, Alfredo, già prigioniero in Austria e primo segretario comunale di Spezzano Albanese, venne assassinato da sconosciuti nel 1919 e il secondo, Gustavo Luigi Ugo, fu vicesegretario presso il Ministero della Pubblica Istruzione in Roma.

## La missione pedagogica
Coppola dedicò la sua vita all'insegnamento come missione civile e laica (era affiliato alla loggia massonica Agostino Casini del Grande Oriente d'Italia). A Palazzo Scorza, sua residenza in Spezzano Albanese, cominciò a educare le prime generazioni di studenti, diventando poi benemerito primo direttore didattico del luogo, occupandosi della docenza elementare, superiore, e del problema della refezione scolastica del Ricreatorio per i figli dei richiamati in guerra. Per i suoi alti meriti educativi gli fu conferita nel 1912 la Medaglia d’Oro al Merito Civile.
Linguista e saggista, fu allievo del filosofo Andrea Angiulli, a sua volta discepolo della scuola di Bertrando Spaventa, e ad Angiulli dedicò il suo primo libro, La morale dei fanciulli. Mentre il suo secondo libro, Giangiacomo Rousseau. La sua vita, i suoi tempi e la sua fede pedagogica, anticipò notevolmente la successiva letteratura sul tema.

## Opere
- La morale dei fanciulli. Trattatello di doveri e diritti per le scuole elementari, Castrovillari, Tipografia di Francesco Patitucci, 1887
- Giangiacomo Rousseau. La sua vita, i suoi tempi e la sua fede pedagogica, Castrovillari, Tipografia di Francesco Patitucci, 1887
- Racconti e biografie di uomini illustri, per servire di storia patria nelle scuole elementari, Milano, Enrico Trevisini editore, 1887
- Brevi racconti di storia patria sui fatti principali dell’unificazione d’Italia, per la terza classe elementare. Operetta conforme dei programmi ministeriali, Milano-Roma, Enrico Trevisini, 1894
- Primizie storiche tratte dalla storia ebraica, greca e romana, per la seconda classe elementare Inferiore, conforme ai nuovi programmi ministeriali, Milano-Roma, Enrico Trevisini editore, 1894
- Storia nazionale da Carlo 8º ad Umberto 1º, esposta in conformità dei nuovi programmi ministeriali, per la quinta classe elementare, Milano, Enrico Trevisini, 1894
- Storia Nazionale dalla fondazione di Roma alla scoperta dell’America per la Quarta classe elementare, conforme ai nuovi programmi ministeriali, Milano-Roma, Enrico Trevisini editore, 1894
- Storia d’Italia dal 1848 al 1870 per la terza classe elementare, in conformità dei programmi ministeriali approvati con r. Decreto 29 novembre 1894, Milano-Roma, Enrico Trevisin editore, 1895
- Racconti e biografie di storia patria, ad uso della Quarta classe elementare, in conformità dei programmi ministeriali 29 novembre 1894, Milano, Enrico Trevisini editore, 1897